# Frisange

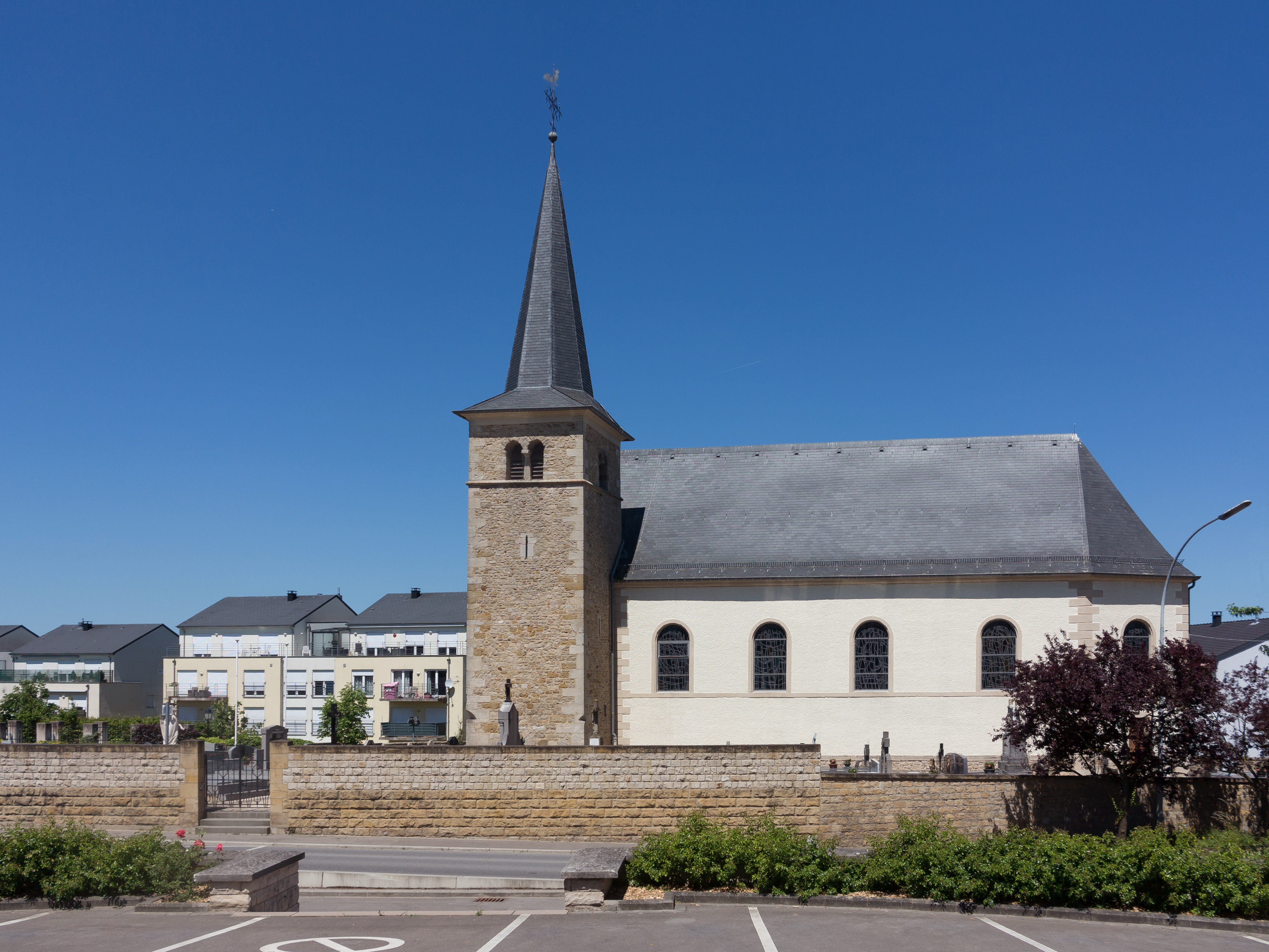
Frisange, kerk: l'église_Saint-Martin

Frisange (Luxemburgs: Fréiséng, Duits: Frisingen) is een gemeente in het Luxemburgse kanton Esch.
De gemeente heeft een totale oppervlakte van 18,43 km² en telde 3330 inwoners op 1 januari 2007.

## Plaatsen in de gemeente
Plaatsen in de gemeente zijn:
- Aspelt
- Frisange
- Hellange

## Evolutie van het inwoneraantal
| Jaar                              | 2001 | 2002 | 2003 | 2004 | 2005 |
| --------------------------------- | ---- | ---- | ---- | ---- | ---- |
| Inwoneraantal                     | 2878 | 2919 | 2989 | 3052 | 3170 |
| Opmerking: tellingen op 1 januari |      |      |      |      |      |